# العلاقات الميانمارية النيوزيلندية
العلاقات الميانمارية النيوزيلندية هي العلاقات الثنائية التي تجمع بين ميانمار ونيوزيلندا.

## مقارنة بين البلدين
هذه مقارنة عامة ومرجعية للدولتين:
| وجه المقارنة                                              | ميانمار          | نيوزيلندا                                              |
| --------------------------------------------------------- | ---------------- | ------------------------------------------------------ |
| المساحة (كم2)                                             | 676.58 ألف       | 268.02 ألف                                             |
| عدد السكان (نسمة)                                         | 53.37 مليون      | 4.24 مليون                                             |
| الكثافة السكانية (ن./كم²)                                 | 78.88            | 15.82                                                  |
| العاصمة                                                   | نايبيداو، يانغون | ويلينغتون، أوكلاند                                     |
| اللغة الرسمية                                             | اللغة البورمية   | لغة إنجليزية، اللغة الماورية، لغة الإشارة النيوزيلندية |
| العملة                                                    | كيات ميانماري    | دولار نيوزيلندي، الجنيه النيوزيلندي                    |
| الناتج المحلي الإجمالي (بليون دولار)                      | 69.32 مليار      | 205.85 مليار                                           |
| الناتج المحلي الإجمالي (تعادل القوة الشرائية) بليون دولار | 282.95 مليار     |                                                        |
| الناتج المحلي الإجمالي الاسمي للفرد دولار أمريكي          | 1.16 ألف         |                                                        |
| الناتج المحلي الإجمالي للفرد دولار أمريكي                 |                  |                                                        |
| مؤشر التنمية البشرية                                      | 0.536            | 0.914                                                  |
| رمز المكالمات الدولي                                      | +95              | +64                                                    |
| رمز الإنترنت                                              | .mm              | .nz                                                    |
| المنطقة الزمنية                                           | ت ع م+06:30      | ت ع م+13:00، ت ع م+12:00                               |

## منظمات دولية مشتركة
يشترك البلدان في عضوية مجموعة من المنظمات الدولية، منها:
| علم المنظمة | اسم المنظمة                        | تاريخ انضمام ميانمار | تاريخ انضمام نيوزيلندا |
| ----------- | ---------------------------------- | -------------------- | ---------------------- |
|             | مؤسسة التنمية الدولية              | 5 نوفمبر 1962        | 1 أكتوبر 1974          |
|             | المنظمة الهيدروغرافية الدولية      | ?                    | ?                      |
|             | مؤسسة التمويل الدولية              | 3 ديسمبر 1956        | 31 أغسطس 1961          |
|             | منظمة حظر الأسلحة الكيميائية       | ?                    | ?                      |
|             | يونسكو                             | 27 يونيو 1949        | 4 نوفمبر 1946          |
|             | الأمم المتحدة                      | 19 أبريل 1948        | 24 أكتوبر 1945         |
|             | الاتحاد الدولي للاتصالات           | 15 سبتمبر 1937       | 3 يونيو 1878           |
|             | منظمة الشرطة الجنائية الدولية      | ?                    | ?                      |
|             | البنك الدولي للإنشاء والتعمير      | 3 يناير 1952         | 31 أغسطس 1961          |
|             | الاتحاد البريدي العالمي            | ?                    | ?                      |
|             | وكالة ضمان الاستثمار متعدد الأطراف | 16 ديسمبر 2013       | 22 أبريل 2008          |
|             | بنك التنمية الآسيوي                | 1973                 | 1966                   |
|             | منظمة التجارة العالمية             | ?                    | ?                      |
|             | منتدى آسيان الإقليمي ‏              | ?                    | ?                      |

## وصلات خارجية
- موقع وزارة الخارجية الميانمارية
- موقع وزارة الخارجية النيوزيلندية